# Frío sol de invierno
Frío sol de invierno és una pel·lícula espanyola de l'any 2004 dirigida per Pablo Malo.

## Sinopsi
Un jove anomenat Adrián (Unax Ugalde) surt d'un psiquiàtric després de romandre uns anys. Torna a la seva casa familiar on coneix a una prostituta, Raquel (Marisa Paredes), i al seu fill Gonzalo (Javier Pereira) que viuen sota condicions vitals paupèrrimes...

## Repartiment
- Unax Ugalde: Adrián
- Javier Pereira: Gonzalo
- Marisa Paredes: Raquel
- Marta Etura: Mimo
- Raquel Pérez: Carmen
- Andrés Gertrúdix: Lehengusua
- Iñake Irastorza: Amelia
- José Manuel Cervino: Txatar-biltzailea
- María Jesús Valdés: Amama
- Jorge Carrero: Abokatua
- Ramon Agirre
- Francisco Larrañaga

## Comentari
El debut en la realització de Pablo Malo al·ludeix a un sol que mai acaba d'escalfar la vida d'aquells que reben els seus raigs... La cinta descriu un món deprimit poblat per ferrovellers del mal caràcter que exploten als seus empleats, prostitutes contagiades de sida que decideixen avortar i amagar el fetus en l'excusat, famílies que sota la seva idíl·lica aparença romanen desunides, joves violents amb brots esquizofrènics...
En efecte, Pablo Malo opta per l'hiperrealisme per a narrar la seva història, pinzellant un panorama humà sòrdid, en el qual s'atreveix a oferir un indici d'esperança en la seva conclusió.

## Premis
Premis Goya
- Goya al millor director novell (Pablo Malo).
- Candidata al Goya al millor muntatge per Antonio Pérez Reina.

Unión de Actores y Actrices
- Candidata al premi de millor actriu de repartiment (Marta Etura, Raquel Pérez).

Festival de Cinema Independent d'Ourense.
Millor actor (Unax Ugalde)
Festival Internacional de Cinema de Viña del Mar
- Millor actor (Unax Ugalde)
- Millor actriu de repartiment (Marisa Paredes)
- Millor fotografia